# 瓦莱-杜佩苏
瓦莱-杜佩苏是葡萄牙波塔莱格雷区的一个堂区。总面积65.62平方公里，总人口344人，人口密度5.2人/平方公里。